# 科里·里奧丹
科里·里奧丹（英語：Cory Riordan，1986年5月25日—） ，為美國退役棒球選手，守備位置為投手。2007年美國職棒選秀由科羅拉多落磯以第六輪第192順位選進，但生涯從未上過大聯盟。2015年起來台發展，首先效力於Lamigo桃猿，當時中文登錄名雷盾，2017年再度來台效力富邦悍將，中文登錄名為銳爾登。

## 經歷
- 美國職棒科羅拉多落磯（小聯盟，2007年-2013年）
- 亞利桑那秋季聯盟Salt River Rafters（2012年）
- 韓國職棒LG雙子（2014年）
- 美國職棒獨立聯盟Bridgeport Bluefish（2015年）
- 中華職棒Lamigo桃猿（2015年）（中文登錄名：雷盾）
- 美國職棒獨立聯盟Bridgeport Bluefish（2015年）
- 委內瑞拉聯盟Leones del Caracas（2015年10月-2016年1月-2018年1月）
- 美國職棒底特律老虎（小聯盟，2016年）
- 多明尼加聯盟Toros del Este（2016年）
- 美國職棒獨立聯盟Bridgeport Bluefish（2017年）
- 中華職棒富邦悍將（2017年）（中文登錄名：銳爾登）
- 多明尼加聯盟Toros del Este（2017年）
- 委內瑞拉聯盟Leones del Caracas（2018年1月）
- 美國職棒獨立聯盟Somerset Patriots（2018年～）

## 職棒生涯成績

### 韓國職棒
| 年度 | 球隊   | 出賽 | 先發 | 勝投 | 敗投 | 中繼 | 救援 | 完投 | 完封 | 三振 | 四死 | 責失 | 投球局數 | 自責分率 | 被上壘率 |
| ---- | ------ | ---- | ---- | ---- | ---- | ---- | ---- | ---- | ---- | ---- | ---- | ---- | -------- | -------- | -------- |
| 2014 | LG雙子 | 28   | 28   | 9    | 10   | 0    | 0    | 2    | 1    | 77   | 37   | 74   | 168.0    | 3.96     | 1.27     |
| 合計 | 1年    | 28   | 28   | 9    | 10   | 0    | 0    | 2    | 1    | 77   | 37   | 74   | 168.0    | 3.96     | 1.27     |

### 中華職棒
| 年度 | 球隊       | 出賽 | 先發 | 勝投 | 敗投 | 中繼 | 救援 | 完投 | 完封 | 三振 | 四死 | 責失 | 投球局數 | 自責分率 | 被上壘率 |
| ---- | ---------- | ---- | ---- | ---- | ---- | ---- | ---- | ---- | ---- | ---- | ---- | ---- | -------- | -------- | -------- |
| 2015 | Lamigo桃猿 | 4    | 4    | 1    | 2    | 0    | 0    | 0    | 0    | 12   | 7    | 17   | 22.0     | 6.96     | 2.23     |
| 2017 | 富邦悍將   | 10   | 9    | 2    | 5    | 0    | 0    | 0    | 0    | 38   | 16   | 32   | 52.1     | 5.50     | 1.66     |
| 合計 | 2年        | 14   | 13   | 3    | 7    | 0    | 0    | 0    | 0    | 50   | 25   | 49   | 74.1     | 5.93     | 1.83     |

## 特殊事蹟
- 2015年7月18日對統一7-ELEVEn獅隊先發7局失5分，拿下中職生涯首勝。

- 2017年9月9日對統一7-ELEVEn獅隊的比賽中主投7局失4分、送出7次三振，拿下重返中職後的首勝。